# Брахманізм
Брахманізм — релігія стародавньої Індії, що розвинулася з ведизму та домінувала в період приблизно з 500 року до н. е. до 200 року н. е.

## Походження терміна
Термін «брахманізм» був запропонований у 19 столітті, але й зараз деякі джерела поширюють на цю релігію назву «індуїзм», розглядаючи брахманізм як його ранню форму. Назва релігії походить як від домінуючої позиції варни священиків — брахманів, так і від значення Брахми як верховної сили. Брахманізм відрізняється від індуїзму, що розвинувся пізніше багато в чому на його основі, тим, що в індуїзмі значна увага приділяється окремим божествам, таким як Вішну і Шива, та існує поклоніння їм — бхакті. З другого боку, він відрізнявся і від ведизму, що зосереджувався на складній міфології з великим числом божеств. Хоча брахманізм був переважно замінений іншими релігіями, зараз все ще існує консервативна секта його послідовників — шраута.
Ідеї брахманізму викладені у багатьох літературних творах класичного періоду, таких як Брахмани, Араньяки і Упанішади. Поряд з релігійно-філософськими текстами в період брахманізму з'явилася і більш практична література — Смріті, що має вигляд настанов і правил здійснення ритуалів.

## Елементи вчення

### Політико-правові ідеї брахманізму
Ідеологія брахманізму спрямована на утвердження верховенства родової знаті в утворенні держави. Вже у «Рігведі» дається релігійне освячення поділу суспільства на чотири стани, що походили з першолюдини Пуруші: брахманів — з його вуст, кшатріїв — з рук, вайшіїв — зі стегон і шудр — зі ступень. Хоча члени усіх варн вважалися вільними, дві перші варни (жерці — брахмани і кшатрії — царі, воєначальники, воїни) були панівними, а дві інші (вайшьї — вільні общинники, хлібороби, торговці і шудри — вільні, але бідні ремісники, прислуга) залежними. Стверджувалися вічність і непорушність такого установлення Брахмою, право брахманів на керівництво у політичному, соціальному і духовному житті суспільства.

### Закони Ману
Соціально-політичні ідеї різних шкіл брахманізму відображені в численних законодавчих і політичних трактатах. Найбільш авторитетним серед них був трактат Манавадхармашастра («Повчання Ману про Дхарму» — складений у період II ст. до н. е. — II ст. н. е.), відомий як «Закони Ману».
Світ, природа і суспільство згідно з брахманістською концепцією підлягають світовому закону (рта), установленому вищим божеством Брахмою. Цей закон визначає місце і правове становище кожного стану (варни) у суспільстві, кожної людини в них. У «Законах Ману» про брахманів говорилося: «З живих істот найкращими вважаються одушевлені, …між людьми — брахмани». Вайшії повинні були обробляти землю, пасти худобу і торгувати. Шудри повинні служити вищим трьом варнам зі смиренністю — стверджували «Закони Ману». Формально шудри були вільними, але те становище в суспільстві, яке відводили їм «Закони Ману», мало чим відрізнялося від положення рабів. В ідеології брахманізму були розроблені детальні правила життя для шудр, а також для інших нижчих станів, до яких зараховувалися народжені від змішаних шлюбів, раби і недоторкані. Станова приналежність визначалася від народження і була довічною.
Засобом, що забезпечує кастові приписи, виступав в брахманізмі державний примус, що розуміється як продовження караючої сили богів. Ідея покарання була основним принципом політичної теорії — їй надавалося настільки величезне значення, що саму науку управління державою називали вченням про покарання. Будучи сином божественного владики, покарання (данда) у своєму земному вигляді означає буквально палицю, а зміст управління (дандаїті) — «керівництво (володіння) палкою». «Закони Ману» містять справжній панегірик покаранню як охоронцю дхарми і всіх живих істот. «Покарання — цар… Якби цар не накладав безустанно покарання на тих, хто заслуговує його, сильніші засмажили б слабких, як рибу на рожні… ніхто не мав би власності і відбулося б перемішання вищих і нижчих. Увесь світ підкоряється (тільки) за допомогою Покарання…». Визначаючи примус як головний метод здійснення влади, ідеологи жрецтва вбачали його призначення в тому, щоб "ревно спонукати вайшіїв і шудр виконувати властиві їм справи, так як вони, уникаючи притаманних їм справ, приголомшують цей світ. У Махабхараті відзначалося: мудрі, тобто брахмани, вважають покарання справедливістю, тотожній закону. Політика покарання веде до успіху. Нерівність прав і обов'язків членів різних варн означає і їх нерівність перед законом у питаннях злочину і покарання. Переселення душ після смерті не рятує від загробної кари.
Державну владу «Закони Ману» описують як одноосібне правління правителя. Держава в цілому складається з семи елементів: цар (правитель), радник, країна, фортеця, скарбниця, військо і союзники. Найважливіший елемент в цьому переліку — цар. Вчення про «семичленне царство» являло собою одну з перших в історії спроб створити узагальнений образ держави.
За «Законами Ману» усі варни і їх члени повинні слідувати дхармі — вічному моральному закону, обов'язку, тлумачення змісту яких належить виключно брахманам. «Саме народження брахмана — вічне втілення дхарми… Адже брахман, народжуючись для охорони скарбниці дхарми, займає вище місце на землі як владика всіх істот». Основна дхарма тлумачилася як не нанесення шкоди, правдивість, не присвоєння чужого, чистота і приборкання почуттів. Приналежність до однієї дхарми не означало рівноправність варн — у них різні права і обов'язки. У «Махабхараті» відзначається: дхарма «випливає з багатства, як гірська ріка зі скелі». Переродження людини і перехід у вищу касту брахманами допускали лише після її смерті, у «майбутнім житті», як нагорода за дотримання дхарми, терпіння і кротість.
Політичним ідеалом брахманізму було своєрідна теократична держава. Брахмани прагнули того, щоб правителі визнали верховенство релігійного закону над світським. Теорія брахманізму відображала в цьому відношенні ідеї, за допомогою яких жрецтво боролося за політичну гегемонію в суспільстві.

### Артхашастра
Особливим джерелом політико-правової думки брахманізму є трактат під назвою Артхашастра («Повчання про користь»). Його автором вважається брахман Каутілья — радник царя Чандрагупти, який заснував у IV ст. до н. е. могутню імперію Маур'їв. Первісний рукопис трактату перероблявся і доповнювався приблизно до III ст. н. е.
Трактат відтворює положення брахманізму про кастові приписи, про необхідність забезпечення закону дхарми суворими покараннями, про перевагу жрецтва над іншими станами, його монополії на відправлення релігійного культу у повному. Згідно з постулатами брахманізму проводяться ідеї панування спадкової знаті та підпорядкування світських правителів жерцям. Цар має слідувати палацовому жерцю, говориться в трактаті, «як учень вчителю, як батькові син, як слуга до пана». Водночас трактат містить ідеї, які не збігалися з традиційним вченням жрецтва. На відміну від ортодоксальних шкіл брахманізму, які наполягали на верховенству релігійного закону, трактат відводить головну роль в законодавчій діяльності володарю. Як підкреслювалося в «Артхашастрі», з чотирьох видів узаконення дхарми — царського указу, священного закону (дхармашастри), судового рішення та звичаю — найвищої сили має царський указ. «Якщо священний закон не узгоджується з дхармою, встановленою указом, то застосовувати слід останню, бо книга цього Закону в цьому випадку втрачає силу». При відсутності розбіжностей між ними релігійний закон залишався непорушний, і йому віддавалася перевага перед судовими рішеннями і звичаєвим правом.
На перший план в «Артхашастрі» висунута ідея сильної централізованої царської влади. Володар постає тут необмеженим самодержавним правителем. Каутілья рекомендує царям керуватися в першу чергу інтересами зміцнення держави, міркуваннями державної користі і не зупинятися, якщо того вимагають обставини, перед порушенням релігійного обов'язку. Основна увага приділяється не у релігійному обґрунтуванні царської влади, а практичним рекомендаціям по управління державою. «Артхашастра» — найбільш повний в індійській літературі звід прикладних знань про політику, свого роду енциклопедія політичного мистецтва.
Ці нові для брахманізму ідеї були спрямовані на те, щоб звільнити діяльність держави від затруднюючих її релігійних традицій, позбавити правителів необхідності звіряти кожен крок з догматами релігії. У цьому були зацікавлені як світські правителі, що прагнули зміцнити державу і послабити вплив жерців на політику, так і певні кола самого жрецтва, готові поступитися частиною своїх привілеїв задля консолідації пануючих станів. Ідеї «Артхашастри» висловлювали програму взаємних поступок з боку світської влади та жрецтва. Можна припустити, що необхідність таких взаємних поступок була викликана підвищенням політичної активності панівних класів при об'єднанні давньоіндійських держав в імперію Маур'їв.